# متیل سیانواکریلات
متیل سیانواکریلات (به انگلیسی: Methyl cyanoacrylate) با فرمول شیمیایی C۵H۵NO۲ یک ترکیب شیمیایی با شناسه پاب‌کم ۸۷۱۱ است. که جرم مولی آن ۱۱۱٫۱ g/mol می‌باشد. 